# Clou de Paris (horlogerie)
Pour l’article homonyme, voir Clou de Paris.
Les Clous de Paris sont un motif décoratif utilisé en horlogerie et joaillerie. Il se caractérise par une série de petits motifs en forme de pyramides ou de losanges, gravés avec une grande précision.

## Technique
Le motif des Clous de Paris est réalisé par guillochage, une technique de gravure mécanique. Ce procédé utilise une machine spécialisée pour sculpter des motifs répétitifs et précis sur une surface dure, généralement métallique.

## Apparence
Les Clous de Paris créent une texture visuelle rappelant une surface parsemée de têtes de clous ou d'épingles. Ce motif produit un effet tridimensionnel et un jeu de lumière captivant, donnant l'impression d'un damier en relief.

## Utilisation en horlogerie
En horlogerie, les Clous de Paris sont principalement appliqués sur :
- Les cadrans de montres
- Les boîtiers
- Les couronnes
- Les bracelets
- Les fonds de boîte

Cette technique décorative apporte une texture unique et une profondeur visuelle aux pièces horlogères, les rendant facilement reconnaissables.

## Symbolique
Les Clous de Paris sont associés à l'élégance et au savoir-faire artisanal. Leur présence sur une montre est souvent considérée comme un signe de qualité et de sophistication.

## Autres domaines d'application
Bien que principalement utilisés en horlogerie, les Clous de Paris se retrouvent également dans :
- La bijouterie fine
- La maroquinerie de luxe